# Recombinació genètica
La recombinació genètica és el procés pel qual una cadena de material genètic (habitualment ADN, però també pot ser ARN) és fragmentat i posteriorment unit a una molècula d'ADN diferent. En els eucariotes, la recombinació sol tenir lloc durant la meiosi en forma de creuament cromosòmic entre dos cromosomes homòlegs. Aquest procés fa que la descendència tingui unes combinacions de gens diferents a les dels seus pares, i pot produir nous al·lels quimèrics. En biologia evolutiva, es creu que aquesta redistribució de gens presenta molts avantatges, incloent-hi el fet que permet que els organismes amb reproducció sexual evitin el trinquet de Muller, o sigui, l'acumulació irreversible de mutacions perjudicials que ocorre en organismes amb reproducció asexual.
En biologia molecular, "recombinació" també pot referir-se a una recombinació artificial i expressa de fragments dispars d'ADN, sovint d'organismes diferents, creant el que rep el nom d'ADN recombinant.
Uns enzims anomenats recombinases catalitzen les reaccions naturals de recombinació. RecA, la recombinasa que es troba en E. coli, és la que repara ruptures de cadenes dobles (DSBs). En els llevats i altres organismes eucariotes, calen dues recombinases per a reparar les DSBs. La proteïna RAD51 és necessària per a la recombinació mitòtica i meiòtica, i la proteïna DMC1 és específica per la recombinació meiòtica.

## Fracció de recombinació
La fracció de recombinació és la probabilitat que dos gens vagin a parar a gàmetes diferents després de la meiosi, tenint en compte els processos de recombinació. Dit de manera diferent, és la probabilitat que hi hagi un encreuament entre dos gens o el grau de lligament que aquests tenen. Per a distàncies curtes la fracció de recombinació és directament proporcional a la distància genètica. Per exemple una fracció de recombinació de 0,02 correspon a una distància genètica de 2 cM.
Això no és sempre així i depèn de la regió del cromosoma que es consideri. La distància genètica depèn de la formació d'entrecreuaments o quiasmes a la meiosi. Hi ha regions molt més propenses a produir entrecreuaments que d'altres.
Per a grans distàncies una fracció de recombinació de 0,5 indica, bé que els dos locus són a cromosomes independents, bé que els dos locus estan molt allunyats al mateix cromosoma, la relació serà:
{\displaystyle w=1/4log[(1+2q)/(1-2q)]}
On la W és en cM, w= distància genètica, q= f de recombinació.